# Championnat de France de rugby à XV 1923-1924
Navigation
1922-1923 1924-1925

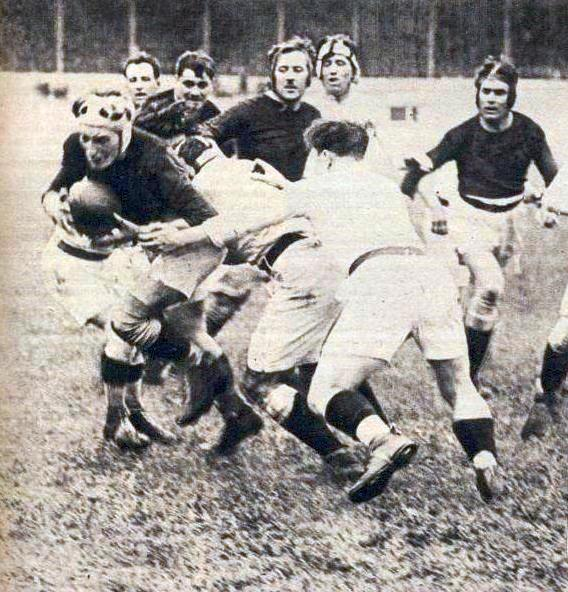
Finale du championnat 1924, départ de Bioussa, soutenu par ses avants, à Bordeaux.

Le championnat de France de rugby à XV 1923-1924 a été remporté par le Stade toulousain qui a battu l'US Perpignan en finale. Le Stade toulousain conserve le titre acquis en 1923.
Le championnat a mis aux prises 30 équipes réparties en 6 poules de 5.

## Poules de cinq
- Poule A : SO Avignon, AS Béziers, US Cognac, Stade hendayais, Stade toulousain (champion 1922 et 1923)
- Poule B : Aviron bayonnais (finaliste 1922 et 1923), RC Chalon-sur-Saône, FC Grenoble, RC Narbonne, CA Périgueux
- Poule C : SC Albi, FC Lézignan, Section paloise, Stade Poitiers, Racing CF
- Poule D : AS Bayonne, Stade Bordelais, AS Carcassonne, FC Lourdes, Olympique de Paris
- Poule E : CA Bègles, US Perpignan (champion 1921), AS Soustons, RC Toulon, Toulouse OEC
- Poule F : SU Agen, Biarritz olympique, SA Bordeaux, Stade français, Stadoceste tarbais

## Poules quarts de finale
Les deux premiers de chacune de ces poules se sont qualifiés pour 4 poules de 3, poules quarts de finale. Ce sont :
- Poule A : 1-Stade toulousain, 2-RC Narbonne, 3-FC Lourdes
- Poule B : 1-US Perpignan, 2-SC Albi, 3-Aviron bayonnais
- Poule C : 1-AS Béziers, 2-CA Bègles, 3-Biarritz olympique
- Poule D : 1-Stadoceste tarbais, 2-AS Carcassonne, 3-Racing CF

Dans ces deux phases, les rencontres se jouent sur un match simple (pas d’aller-retour).

## Demi-finales
Les premiers de ces poules de 3 ont disputé les demi-finales :
- Stade toulousain bat AS Béziers 3 à 0, le 6 avril 1924 à Carcassonne
- US Perpignan bat Stadoceste tarbais 10 à 0, le 13 avril 1924 à Toulouse

## Finale
| Équipes          | Stade toulousain - US Perpignan |
| Score            | 3-0 (3-0) |
| Date             | 27 avril 1924 |
| Stade            | Parc Lescure à Bordeaux |
| Arbitre          | Henri Lahitte |
| Les équipes      | |
| Stade toulousain | Yvan Saverne, Léon Nougal, Jean Borde, François Borde, Georges Allène, Henri Galau, Bernard Bergès, Jean Larrieu, Marcel Camel, Alex Bioussa, André Pepion, Marcel-Frédéric Lubin-Lebrère, Gabriel Serres, Jean Bayard, André Maury |
| US Perpignan     | Étienne Cayrol, Raoul Got, Marcel Baillette, Roger Ramis, Marcel Darné, René Tabès, Jean Carbonne, Noël Sicart, Ernest Camo, Eugène Ribère, Gaudérique Momtassié, Camille Montade, Joseph Sayrou, Fernand Duron, Charles Vergès     |
| Points marqués   | |
| Stade toulousain | 1 essai de Serres |
| US Perpignan     | |

## Autres compétitions
- En 2e série, le Sporting Club mazamétain bat le Sporting Club de Graulhet 3 à 0.
- En 3e série, le NAC Champ-sur-Drac bat le Football Club de Carmaux 8 à 3.
- En 4e série, le Sporting Club de Negrepelisse bat le Stade minervois 8 à 3.

Le 23 avril 1924, à Tarbes, l'Aviron bayonnais devient champion de France des équipes secondes en battant en finale le Stade toulousain 14 à 5.